# Tribigildo
Tribigildo (?-399?) era un general ostrogodo cuya invasión del Imperio romano de Oriente precipitó una importante crisis política durante el reinado del emperador Arcadio. 
Tribigildo era el jefe de una colonia de ostrogodos en Frigia y un foederati del Estado romano (con el título de comes) durante un período en que su pueblo vivió bajo dominación de los hunos. En 399, se sintió herido en su honor por haber sido recibido con poca pompa en la corte imperial en Constantinopla, rompió con Arcadio y comenzó el saqueo del interior de Asia Menor. La agitación de la población y los rumores que surgieron por la actuación de Tribigildo forzaron al primer ministro de Arcadio, el eunuco Eutropio, a enviar una fuerza expedicionaria a través del Helesponto. Mientras, Tribigildo había derrotado sin dificultad a las milicias campesinas, pero cuando llegaron las legiones imperiales comprendió fácilmente que podía quebrar la lealtad de los bárbaros que conformaban la base de la fuerza y dispersar el resto. 
Gainas, comandante de la fuerza expedicionaria, que había sido enviado contra Tribigildo (quien pudo haber sido un pariente suyo), volvió para divulgar que el rebelde era insuperable y que la negociación sería la táctica más segura. Rodó la cabeza de Eutropio, quizás negociado por adelantado por Gainas y Tribigildo, pero Gainas pronto cambió de bando y se alió abiertamente con Tribigildo, quien fue asesinado al parecer durante el avance del ejército godo combinado hacia Constantinopla.
- Datos: Q1282461